# Райс, Майкл
Майкл Райс (англ. Michael Rice; род. 25 октября 1997 года) — английский певец. Представлял Великобританию на конкурсе песни «Евровидение-2019» в Тель-Авиве, Израиль с песней «Bigger Than Us». До этого он выигрывал первую серию певческого конкурса BBC One «All Together Now» в 2018 году, а также появлялся в одиннадцатой серии передачи «The X Factor» в 2014 году.

## Биография
В 2014 году Райс попал в 11-й сезон Х-Фактора в Великобритании. Он прослушивался на шоу с песней «I Look To You» Уитни Хьюстон. Он был дисквалифицирован после стадии Bootcamp. В 2018 году он попал в первую серию певческого конкурса BBC One «All Together Now».
В январе 2019 года Райс был подтвержден как один из шести музыкантов, конкурирующих в национальном отборе Великобритании на «Евровидение-2019». 8 февраля 2019 года он выиграл шоу с песней «Bigger than Us», написанной Лореллом Баркером, Анной-Клара Фолин, Джоном Лундвиком и Йонасом Тандером, и будет представлять Великобританию в финале Евровидения в Тель-Авиве, Израиль.

## Дискография

### Singles
Сольная карьера
| Название         | Год  | Наив.позиция | Наив.позиция | Наив.позиция | Альбом |
| Название         | Год  | UK Down.     | SCO          | SWE Heat.    | Альбом |
| ---------------- | ---- | ------------ | ------------ | ------------ | ------ |
| «Lady»           | 2017 | —            | —            | —            | Н/А    |
| «Bigger Than Us» | 2019 | 27           | 35           | 8            | Н/А    |
| «Somebody»       | 2019 | —            | —            | —            | Н/А    |

С другими исполнителями
| Название | Год  | Альбом |
| --- | ---- | ------ |
| "I Won't Stumble Back" (Maison & Dragen совместно с Майклом Райсом)                                                | 2016 | Н/А    |
| "Bruised" (Power Of Muzik совместно с Майклом Райсом, Asher Knight, Luena Martinez, Ben Ofoedu & Angels N Bandits) | 2018 | Н/А    |